# جهانكير نامة
جهانكير نامه ملحمة فارسية بطلها جهانكير بن رستم وأخو صهرا. تقص عن موت سهراب ثم تحدّث عن بطلها حديثا حديث قصة سهراب في الشاهنامه. فجهانكير ينشأ بعيدا عن أبيه رستم ثم يأتي من قِبل أفراسياب لحرب الإيرانيين، ويقاتل أباه رستم وهو لا يعرفه. ثم يتعارفان وينحاز جهانكير إلى قوم أبيه ويقاتل مع الملك كي‌كاوس في أقطار كثيرة. ثم يقتله جنى في الصيد. وفي هذه القصة ألف بيت. ويذكر مؤلفها قاسم مادح أنه من هراة.